# Чичваркин, Евгений Васильевич
Евгений Васильевич Чичваркин (29 мая 1943 — 12 февраля 2012, Москва) — советский и российский самбист, тренер, спортивный функционер, мастер спорта СССР, Заслуженный тренер СССР, Заслуженный работник физической культуры Российской Федерации, судья международной категории.

## Биография
Выпускник Ивановского государственного университета. В 1962 году, во время службы в армии в Кяхте, недалеко от границы с Монголией, увлёкся самбо. Из-за серьёзной травмы не смог продолжить спортивную карьеру. После окончания службы вернулся во Владимир. Работал тренером в обществе «Динамо».
В 1966 году создал секцию самбо. До 1974 года им было подготовлено 30 мастеров спорта. К 1996 году его воспитанниками стали 2 заслуженных мастера спорта, 97 мастеров спорта, из них 5 мастеров спорта международного класса. Его стараниями по всей Владимирской области была создана сеть филиалов его школы самбо. Была также реализована его идея создания первой спортивной школы-интерната для детей из малообеспеченных семей в посёлке Анопино.
Скончался 12 февраля 2012 года в Москве. Похоронен на Улыбышевском кладбище во Владимире.

## Известные воспитанники
- Виктор Белов (род. 1966) — чемпион и призёр чемпионатов СССР, России, Европы и мира, Заслуженный мастер спорта России;
- Николай Доронкин (1953—2014) — тренер по самбо, заслуженный тренер России;
- Геннадий Малёнкин (1951 ― 2025) — чемпион СССР, Европы и мира, обладатель Кубков СССР и мира, победитель Спартакиады народов СССР, Заслуженный мастер спорта СССР;
- Рустам Мстоян (род. 1985) — самбист и дзюдоист, призёр чемпионатов России по самбо, мастер спорта России международного класса;
- Алексей Огарышев (род. 1988) — самбист, призёр чемпионата России, мастер спорта России;
- Александр Королёв;
- Александр Рассказов;
- Александр Логвинов.